# Castrator
Castrator és una banda de death metal formada per membres escandinaus i americans de sexe femení i temàtica feminista de Nova York. Les seues líriques de vigilantisme feminista són innovadores al death metal feminista. Segons Joan M. Jocson-Singh, les seues lletres beuen del feminisme de la tercera ona. Les membres del grup provenen de Suècia, Mèxic i Noruega.
La vocalista, M.S., utilitza únicament la tècnica del cant gutural.

## Membres
- M.S. - vocalista
- Carolina Perez - bateria
- Mikaela Akesson - guitarrista
- P.S. - guitarrista
- R.M. - baixista[5]

## Obres
- No Victim (2015) EP[6]

Les lletres de la cançó No Victim tracten sobre l'intent de violació d'un home a una dona des del punt de vista de la dona. La dona venç al violador i el mata utilitzant el ganivet d'aquest amb el qual s'havia fet.
A la cançó Emmasculator es parla de la castració d'un violador.